# Temporada 2011-12 da PSL
A Premier Soccer League 2011-2012 ou ABSA Premiership foi a 16º edição da Premier Soccer League, principal competição de futebol da África do Sul. Com a participação de 16 clubes
Orlando Pirates foi o campeão, e o vice Moroka Swallows F.C..

## Regulamento
- Turnos: O torneio teve a participação de 16 clubes que jogaram entre si em dois turnos ( turno e returno ), onde a vitória vale 3 pontos e o empate vale 1. O clube que somar maior número de pontos é declarado o campeão, sem precisar jogar partidas finais.

- Rebaixamento: Os dois últimos colocados foram automaticamente rebaixados para a Segunda Divisão da edição 2012-2013, sendo substituídos pelos dois melhores colocados da Segunda Divisão da edição 2011-2012.

## Equipes e estádios
| Time                | Local de CT                 | Província     | Estádio                   | Capacidade |
| ------------------- | --------------------------- | ------------- | ------------------------- | ---------- |
| Ajax Cape Town      | Cape Town (Parow)           | Western Cape  | Cape Town Stadium         | 55 000     |
| AmaZulu             | Durban (Durban North)       | Kwazulu-Natal | Moses Mabhida Stadium     | 54 000     |
| Bidvest Wits        | Johannesburg (Braamfontein) | Gauteng       | Bidvest Stadium           | 5 000      |
| Black Leopards      | Polokwane                   | Limpopo       | Peter Mokaba Stadium      | 45 000     |
| Bloemfontein Celtic | Bloemfontein                | Free State    | Seisa Ramabodu Stadium    | 20 000     |
| Free State Stars    | Phuthaditjhaba              | Free State    | Charles Mopeli Stadium    | 35 000     |
| Golden Arrows       | Umlazi                      | Kwazulu-Natal | King Zwelithini Stadium   | 10 000     |
| Jomo Cosmos         | Johannesburg                | Gauteng       | Makhulong Stadium         | 15 000     |
| Kaizer Chiefs       | Johannesburg (Soweto)       | Gauteng       | FNB Stadium (Soccer City) | 94 700     |
| Mamelodi Sundowns   | Pretoria (Arcadia)          | Gauteng       | Loftus Versfeld Stadium   | 52 000     |
| Maritzburg United   | Pietermaritzburg            | Kwazulu-Natal | Harry Gwala Stadium       | 10 700     |
| Moroka Swallows     | Johannesburg (Soweto)       | Gauteng       | Dobsonville Stadium       | 24 000     |
| Orlando Pirates     | Johannesburg (Soweto)       | Gauteng       | Orlando Stadium           | 36 400     |
| Platinum Stars      | Rustenburg (Phokeng)        | North West    | Royal Bafokeng Stadium    | 45 000     |
| Santos              | Cape Town (Lansdowne)       | Western Cape  | Athlone Stadium           | 25 000     |
| Supersport United   | Pretoria (Atteridgeville)   | Gauteng       | Lucas Moripe Stadium      | 28 900     |